# Compañía de Comunicaciones Paracaidista 4
La Compañía de Comunicaciones Paracaidista 4 «Teniente Primero José María Severino» (Ca Com Parac 4) es una subunidad independiente de comunicaciones del Ejército Argentino (EA). Pertenece a la IV Brigada Aerotransportada e integra la Guarnición de Ejército «Córdoba», la que localiza en el camino a La Calera, Provincia de Córdoba.

## Historia
Con el nombre de «Compañía de Comunicaciones 4», la subunidad independiente inició su existencia en el año 1965.
El teniente primero José María Severino, oficial de comunicaciones paracaidista condecorado tras morir durante un ejercicio paracaidista en Córdoba el 22 de junio de 1971. Por resolución con fecha 15 de diciembre de 1990 la superioridad impuso a la Ca Com 4 el nombre histórico "Teniente Primero José María Severino".
La Compañía tomó parte en acciones de combate en la guerra de las Malvinas en 1982 y en el combate de La Tablada en 1989.